# بمباران منطقه‌ای

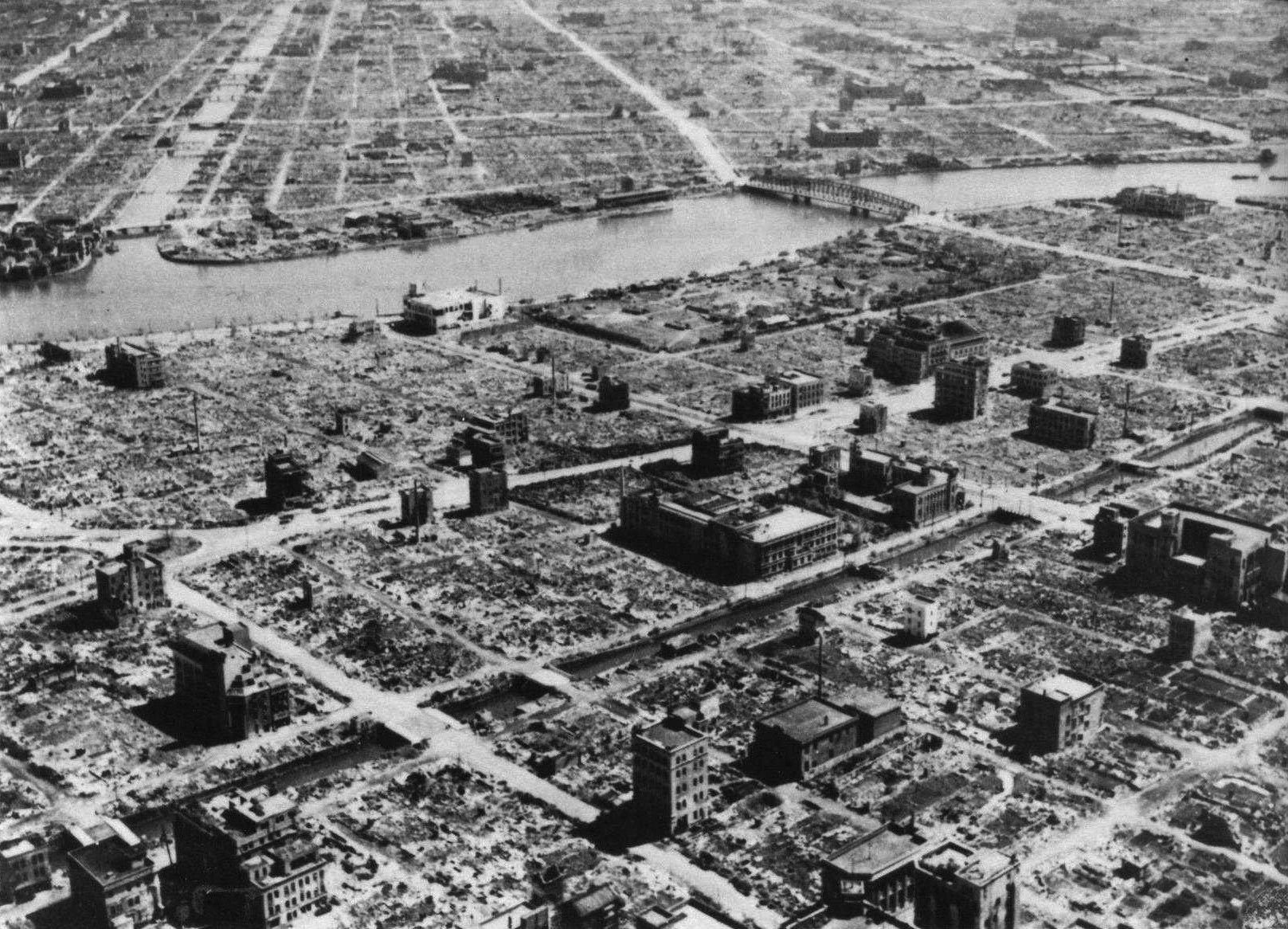
این بخش مسکونی توکیو پس از حمله عظیم بمباران آتش‌زا توسط نیروهای هوایی ارتش ایالات متحده بوئینگ بی-۲۹ سوپرفورترس در بمباران توکیو (۱۰ مارس ۱۹۴۵)، که مخرب‌ترین حمله در تاریخ هوانوردی نظامی بود، عملاً ویران شد. بمباران توکیو در جنگ جهانی دوم بهره‌وری صنعتی شهر را به نصف کاهش داد.

بمباران منطقه‌ای (به انگلیسی: Area bombardment) در هوانوردی نظامی، نوعی از بمباران هوایی است که در آن بمب‌ها بر فراز منطقه عمومی یک هدف رها می‌شوند. اصطلاح «بمباران منطقه‌ای» در طول جنگ جهانی دوم برجسته شد.
بمباران منطقه‌ای نوعی بمباران استراتژیک است. این اصطلاح می‌تواند چندین هدف درهم‌تنیده را دنبال کند: مختل کردن تولید تدارکات جنگی، مختل کردن خطوط ارتباطی، منحرف کردن منابع صنعتی و نظامی دشمن از میدان نبرد اصلی به دفاع هوایی و تعمیر زیرساخت‌ها، و تضعیف روحیه جمعیت دشمن (به بمباران تروریستی مراجعه کنید).
بمباران فرشی، یک نمونه اولیه از این استفاده از «بمباران فرشی» از سال ۱۹۴۲ است: که با نام‌های «بمباران اشباع» و «بمباران محوکننده» نیز شناخته می‌شود، به نوعی بمباران منطقه‌ای اشاره دارد که هدف آن نابودی کامل منطقه هدف با انفجار بمب در هر بخش از آن است.
بمباران منطقه‌ای در تضاد با بمباران دقیق است. مورد دوم به سمت یک هدف انتخاب شده - نه لزوماً یک هدف کوچک و نه لزوماً یک هدف تاکتیکی، زیرا می‌تواند یک فرودگاه یا یک کارخانه باشد - هدایت می‌شود و قصد ایجاد خسارت گسترده را ندارد.
بمباران منطقه‌ای به سمت یک هدف انتخاب شده - نه لزوماً یک هدف کوچک و نه لزوماً یک هدف تاکتیکی، زیرا می‌تواند یک فرودگاه یا یک کارخانه باشد - هدایت می‌شود و قصد ندارد خسارت گسترده‌ای وارد کند.
بمباران دقیق به سمت یک هدف انتخاب شده هدایت می‌شود.